# Alloclubionoides dimidiatus
Alloclubionoides dimidiatus är en spindelart som först beskrevs av Paik 1974.  Alloclubionoides dimidiatus ingår i släktet Alloclubionoides och familjen mörkerspindlar. Inga underarter finns listade i Catalogue of Life.